# Rogue Company
Rogue Company est un jeu vidéo de tir à la troisième personne en multijoueur développé par First Watch Games et publié par Hi-Rez Studios. Le jeu est sorti en 2020 sur PlayStation 4, Xbox One, Nintendo Switch et Windows via Epic Games Store, y compris la prise en charge complète du système multiplateforme et de la progression croisée.

## Système de jeu
Rogue Company propose une gamme de personnages jouables, appelés Rogues. Le jeu propose des modes de jeu basés sur des objectifs et diverses cartes. Les matchs commencent par le parachutage des deux équipes de l'avion au dessus de la carte pour s'affronter dans divers objectifs. Deux modes de jeu sont actuellement annoncés: l'extraction est un mode de jeu 4v4, où l'équipe attaquante est chargée de pirater un objectif, le vainqueur d'un match est déterminé une fois que l'objectif est piraté ou que tous les joueurs d'une équipe ont été éliminés. Wingman est un mode de jeu 2v2.

## Developpement
Rogue Company a été annoncée lors du Nintendo Direct du 5 septembre 2019. Après l'annonce vidéo initiale, il a été révélé que Rogue Company serait une exclusivité Epic Games Store sur PC.
Le 15 novembre 2019, First Watch Games a publié une vidéo de développement présentant les différents aspects du jeu et les membres de l'équipe de développement.
Après trois mois de bêta fermée, le jeu est passé en bêta ouverte et est devenu un free-to-play,,.

## Saisons
Dernièrement, Rogue Company a lancé une saison 1 avec un système de passe de combat, comme dans de nombreux jeux. Celui-ci s'achète ou contient des objets gratuits pour les joueurs ne voulant pas l'acheter.

## Accueil

### Pré-version
Rogue Company était à ses débuts dans une phase limitée de tests alpha publics. Plusieurs journalistes avaient pu jouer à une version alpha du jeu à Dreamhack Atlanta en novembre 2019.
Philippa Warr a décrit le jeu à PC Gamer comme "la vision grungy de Hi-Rez sur un jeu de tir PVP en coopération". Rectify Gaming avait déclaré: "Pleinement conscient du jeu encore en phase alpha de développement, la construction était néanmoins un spectacle impressionnant".